# Lăpușnicel
Lăpușnicel (en hongrois : Kislaposnok) est une commune du județ de Caraș-Severin en Roumanie.